# Andrea Rangel
Andrea Rangel, född 19 maj 1993 i Monclova, Mexiko, är en volleybollspelare (vänsterspiker). 
Rangel har varit kapten för Mexikos landslag vid VM 2014 och VM 2018. Hon är även spelat med dem i många andra turneringar som de nordamerikanska mästerskapen, där hon både 2015 och 2019 var främsta poängvinnare. På klubbnivå har hon spelat i Mexiko, Puerto Rico och Ryssland.
Flera av hennes syskon spelar även de volleyboll på elitnivå.